# Paul Geyser
Paul Geyser (* 30. Oktober 1824 in Altstätten, Kanton St. Gallen; † 7. August 1882 in Elberfeld (heute Stadtteil von Wuppertal)) war ein Schweizer reformierter Theologe im Rheinland.

## Leben
Der Sohn eines Schreiners besuchte zunächst die Realschule in Altstätten und anschließend das Lehrerseminar in Lausanne. Anschließend war er Lehrer an einem Privatinstitut in St. Gallen und verdiente sich damit das Geld zum Besuch des Aargauer Gymnasiums. Im Herbst 1843 machte er in Zürich das Abitur und begann dort mit dem Studium der Theologie, das er aber bereits im Frühjahr 1845 wieder aufgab, da die rationalistische Theologie seiner Zeit ihn nicht befriedigte.
Geyser ging nach Leipzig, um dort Sprachen zu studieren. Wegen Geldmangels kehrte er aber bald in die Schweiz zurück und lebte in ärmsten Verhältnissen in Basel. Deshalb nahm er im Herbst des Jahres 1847 die Einladung eines Freundes in Amerika an, der ihm dort eine Lehrerstelle verschaffte. Doch schon nach wenigen Monaten kam es zwischen Geyser und dem Schuldirektor zum Bruch. Geyser wurde entlassen und verdiente sich fortan seinen Lebensunterhalt durch Spottgedichte für Zeitungen. In großer finanzieller Not wollte er sich das Leben nehmen, doch schließlich erwachte in ihm der Wunsch, seine theologischen Studien in der Heimat wieder aufzunehmen. Das Geld zur Überfahrt verdiente er sich drei Jahre lang durch unterschiedliche Arbeit, beispielsweise übersetzte er das Gesetzbuch des Bundesstaates Indiana ins Deutsche.
Im Jahr 1853 setzte Geyser in Basel sein Theologie-Studium fort – gemeinsam mit Friedrich von Bodelschwingh, der über Geyser berichtet: „Paul Geyser war genötigt, in einem Basler Studentenwohnheim Quartier zu nehmen, wo man für ein geringes Entgelt Wohnung und Nahrung erhielt. Abgemagert, in dürftigster Kleidung und, um durch die Kälte das Einschlafen zu verhindern, ohne wärmenden Ofen saß er oft bis 3 Uhr nachts auf und arbeitete mit einem wahrhaft staunenswerten Eifer, während er bei Tage Unterrichtsstunden gab, durch die er sich das nötigste Kostgeld verdiente.“
Im Jahr 1855 bestand Geyser sein Examen und wurde zum Predigtamt ordiniert. Ein 3/4 Jahr später wurde er Lehrer am Schullehrerseminar in Schiers. Nach kurzer Tätigkeit als Vikar in Chur verbot ihm aber 1856 der Stadtrat wegen zweier Predigten die Kanzel und nahm ihm damit auch für die Zukunft das Recht zur Anstellung in einem schweizerischen Pfarramt. Trotz seiner schwierigen Lage schlug Geyser die ihm angetragene Professur in Genf aus.
Ein Bremer Kaufmann forderte ihn schließlich auf, sich um die Pfarrstelle der kleinen im Weserkreis gelegenen reformierten Gemeinde Ringstedt zu bewerben, und schickte ihm gleichzeitig das Reisegeld für die Gastpredigt mit. Am 29. Januar 1857 wurde Geyser tatsächlich gegen vier Mitbewerber zum Pfarrer von Ringstedt gewählt. Von 1861 bis zu seinem Tod war er schließlich Pfarrer der reformierten Gemeinde in Elberfeld. In und um Elberfeld gehörte er zu den großen Erweckungspredigern und wirkte als Vorkämpfer des reformierten Glaubens so eindrücklich, dass sich die Erinnerung an ihn in der Gemeinde über mehrere Generationen erhalten hat. Sein Nachlass liegt zu großen Teilen im Archiv der Evangelischen Kirche im Rheinland in Düsseldorf.
Noch heute bekannt ist sein geistreicher und ironischer Aufsatz Die Wehklage von Bileams Esel aus dem siebten Band seiner Schriften.